# Esqui cross-country nos Jogos Olímpicos de Inverno de 2022 - Velocidade por equipes feminino
A competição de velocidade por equipes femininas do esqui cross-country nos Jogos Olímpicos de Inverno de 2022 foi disputada em 16 de fevereiro no Centro Nórdico Kuyangshu e Centro de Biatlo, em Zhangjiakou.

## Medalhistas
| Ouro   | GER Katharina Hennig / Victoria Carl   |
| Prata  | SWE Maja Dahlqvist / Jonna Sundling    |
| Bronze | ROC Yuliya Stupak / Natalya Nepryayeva |

## Resultados

### Semifinais
Avançam para a final as duas primeiras de cada bateria, mais as seis melhores por tempo. O revezamento se deu em quatro pernas, sendo que cada atleta percorreu o trajeto duas vezes.
| Pos. | Bateria | Bib | País                | Atletas                                 | Tempo        | Diferença    |
| ---- | ------- | --- | ------------------- | --------------------------------------- | ------------ | ------------ |
| 1    | 1       | 4   | GER Alemanha        | Katharina Hennig Victoria Carl          | 23:02.08     | Q            |
| 2    | 1       | 1   | USA Estados Unidos  | Rosie Brennan Jessie Diggins            | 23:06.11     | Q            |
| 3    | 1       | 5   | AUT Áustria         | Teresa Stadlober Lisa Unterweger        | 23:08.34     | Q            |
| 4    | 1       | 2   | SUI Suíça           | Laurien van der Graaff Nadine Fähndrich | 23:30.86     | Q            |
| 5    | 1       | 7   | CHN China           | Chi Chunxue Li Xin                      | 23:43.93     |              |
| 6    | 1       | 6   | CAN Canadá          | Katherine Stewart-Jones Dahria Beatty   | 24:03.72     |              |
| 7    | 1       | 3   | SLO Eslovênia       | Eva Urevc Anamarija Lampič              | 24:10.14     |              |
| 8    | 1       | 11  | AUS Austrália       | Jessica Yeaton Casey Wright             | 25:13.42     |              |
| 9    | 1       | 8   | UKR Ucrânia         | Yuliya Krol Maryna Antsybor             | 25:46.04     |              |
| 10   | 1       | 10  | CRO Croácia         | Tena Hadžić Vedrana Malec               | 26:29.23     |              |
| 11   | 1       | 13  | LAT Letônia         | Kitija Auziņa Estere Volfa              | 26:46.26     |              |
| 12   | 1       | 12  | TUR Turquia         | Ayşenur Duman Özlem Ceren Dursun        | Ultrapassado | Ultrapassado |
| 99   | 1       | 9   | BLR Bielorrússia    | Anastasia Kirillova Hanna Karaliova     | Não largou   | Não largou   |
| 1    | 2       | 14  | ROC                 | Yuliya Stupak Natalya Nepryayeva        | 23:00.47     | Q            |
| 2    | 2       | 16  | FIN Finlândia       | Kerttu Niskanen Krista Pärmäkoski       | 23:00.82     | Q            |
| 3    | 2       | 15  | SWE Suécia          | Maja Dahlqvist Jonna Sundling           | 23:01.40     | Q            |
| 4    | 2       | 17  | NOR Noruega         | Tiril Udnes Weng Maiken Caspersen Falla | 23:05.06     | Q            |
| 5    | 2       | 21  | FRA França          | Mélissa Gal Léna Quintin                | 23:26.28     | LL           |
| 6    | 2       | 20  | POL Polônia         | Izabela Marcisz Monika Skinder          | 23:32.34     | LL           |
| 7    | 2       | 19  | ITA Itália          | Caterina Ganz Lucia Scardoni            | 23:47.06     |              |
| 8    | 2       | 18  | CZE República Checa | Kateřina Janatová Petra Hynčicová       | 23:55.59     |              |
| 9    | 2       | 23  | EST Estônia         | Mariel Merlii Pulles Keidy Kaasiku      | 24:47.51     |              |
| 10   | 2       | 22  | KAZ Cazaquistão     | Nadezhda Stepashkina Kseniya Shalygina  | 24:57.59     |              |
| 11   | 2       | 24  | KOR Coreia do Sul   | Han Da-som Lee Eui-jin                  | 26:55.52     |              |
| 12   | 2       | 26  | BRA Brasil          | Jaqueline Mourão Eduarda Ribera         | Ultrapassado | Ultrapassado |
| 13   | 2       | 25  | GRE Grécia          | Maria Ntanou Nefeli Tita                | Ultrapassado | Ultrapassado |
| 14   | 2       | 27  | LTU Lituânia        | Eglė Savickaitė Ieva Dainytė            | Ultrapassado | Ultrapassado |

### Final
Assim como nas semifinais, o revezamento foi dividido em quatro segmentos, com cada atleta percorrendo o trajeto duas vezes.
| Pos. | Bib | País               | Atletas                                 | Tempo    | Diferença |
| ---- | --- | ------------------ | --------------------------------------- | -------- | --------- |
| 01 ! | 4   | GER Alemanha       | Katharina Hennig Victoria Carl          | 22:09.85 | —         |
| 02 ! | 15  | SWE Suécia         | Maja Dahlqvist Jonna Sundling           | 22:10.02 | +0.17     |
| 03 ! | 14  | ROC                | Yuliya Stupak Natalya Nepryayeva        | 22:10.56 | +0.71     |
| 4    | 16  | FIN Finlândia      | Kerttu Niskanen Krista Pärmäkoski       | 22:13.71 | +3.86     |
| 5    | 1   | USA Estados Unidos | Rosie Brennan Jessie Diggins            | 22:22.78 | +12.93    |
| 6    | 5   | AUT Áustria        | Teresa Stadlober Lisa Unterweger        | 22:55.25 | +45.40    |
| 7    | 2   | SUI Suíça          | Laurien van der Graaff Nadine Fähndrich | 23:02.09 | +52.24    |
| 8    | 17  | NOR Noruega        | Tiril Udnes Weng Maiken Caspersen Falla | 23:15.28 | +1:05.43  |
| 9    | 20  | POL Polônia        | Izabela Marcisz Monika Skinder          | 23:48.01 | +1:38.16  |
| 10   | 21  | FRA França         | Mélissa Gal Léna Quintin                | 24:04.92 | +1:55.07  |

Legenda
| Recorde mundial      | Recorde mundial (World record)               |                       | Recorde africano                      | Recorde africano (African) |                                           | Q | Classificado por posição (Qualified) |
| Recorde olímpico     | Recorde olímpico (Olympic record)            | Recorde da América    | Recorde da América (Americas)         | q                          | Classificado por melhor tempo (Qualified) |   |                                      |
| Melhor marca do ano  | Melhor marca do ano (World leading)          | Recorde asiático      | Recorde asiático (Asian)              | DNS                        | Não largou (Did not start)                |   |                                      |
| Recorde nacional     | Recorde nacional (National record)           | Recorde europeu       | Recorde europeu (European)            | DNF                        | Não terminou (Did not finish)             |   |                                      |
| Recorde pessoal      | Recorde pessoal do atleta (Personal best)    | Recorde da Oceania    | Recorde da Oceania (Oceania)          | DSQ / DQ                   | Desclassificado (Disqualified)            |   |                                      |
| Recorde da temporada | Recorde da temporada do atleta (Season best) | Recorde sul-americano | Recorde sul-americano (South America) | NM                         | Sem marca (No mark)                       |   |                                      |

### Esqui cross-country
| Penalizado com cartão amarelo | Penalizado com o cartão amarelo (Yellow card)                                           |  |  |  |
| LL                            | Classificado por tempo (Lucky loser)                                                    |  |  |  |
| PF                            | Vencedor definido por photo finish (Photo finish)                                       |  |  |  |
| LAP                           | Ultrapassado pelo líder (Lapped)                                                        |  |  |  |
| DQB                           | Desclassificado por conduta antidesportiva (Disqualified for unsportsmanlike behaviour) |  |  |  |
| RAL                           | Ranqueado como último (Ranked as last)                                                  |  |  |  |